# Стратфорд (Вісконсин)
Стратфорд (англ. Stratford) — селище (англ. village) в США, в окрузі Марафон штату Вісконсин. Населення — 1581 особа (2020).

## Географія
Стратфорд розташований за координатами 44°47′51″ пн. ш. 90°4′14″ зх. д. / 44.79750° пн. ш. 90.07056° зх. д. (44.797614, -90.070576).  За даними Бюро перепису населення США в 2010 році селище мало площу 13,83 км², з яких 13,74 км² — суходіл та 0,09 км² — водойми.

## Демографія
Згідно з переписом 2010 року, у селищі мешкало 1578 осіб у 666 домогосподарствах у складі 433 родин. Густота населення становила 114 осіб/км².  Було 713 помешкання (52/км²).
Расовий склад населення:
| - 98,5 % — білих - 0,2 % — корінних американців - 0,2 % — чорних або афроамериканців - 0,1 % — азіатів |

До двох чи більше рас належало 0,6 %. Частка іспаномовних становила 1,6 % від усіх жителів.
За віковим діапазоном населення розподілялося таким чином: 26,9 % — особи молодші 18 років, 59,1 % — особи у віці 18—64 років, 14,0 % — особи у віці 65 років та старші. Медіана віку мешканця становила 37,3 року. На 100 осіб жіночої статі у селищі припадало 99,5 чоловіків;  на 100 жінок у віці від 18 років та старших — 93,1 чоловіків також старших 18 років.
Середній дохід на одне домашнє господарство  становив 57 859 доларів США (медіана — 47 885), а середній дохід на одну сім'ю — 70 504 долари (медіана — 62 292). Медіана доходів становила 40 250 доларів для чоловіків та 33 462 долари для жінок. За межею бідності перебувало 10,9 % осіб, у тому числі 14,0 % дітей у віці до 18 років та 15,9 % осіб у віці 65 років та старших.
Цивільне працевлаштоване населення становило 906 осіб. Основні галузі зайнятості: освіта, охорона здоров'я та соціальна допомога — 26,8 %, виробництво — 21,0 %, роздрібна торгівля — 10,7 %, транспорт — 7,8 %.